# 萊茵瓦爾德峰
46°29′37″N 9°02′24″E / 46.49361°N 9.04000°E

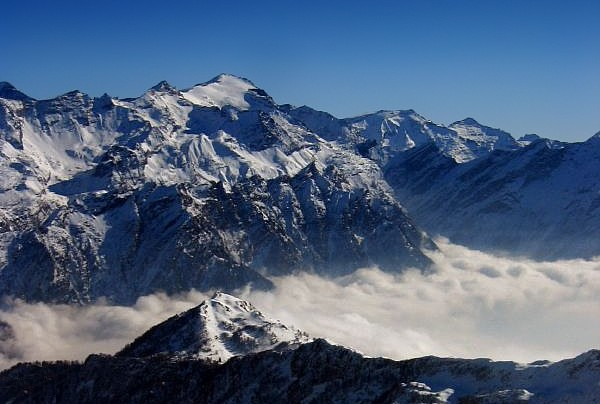

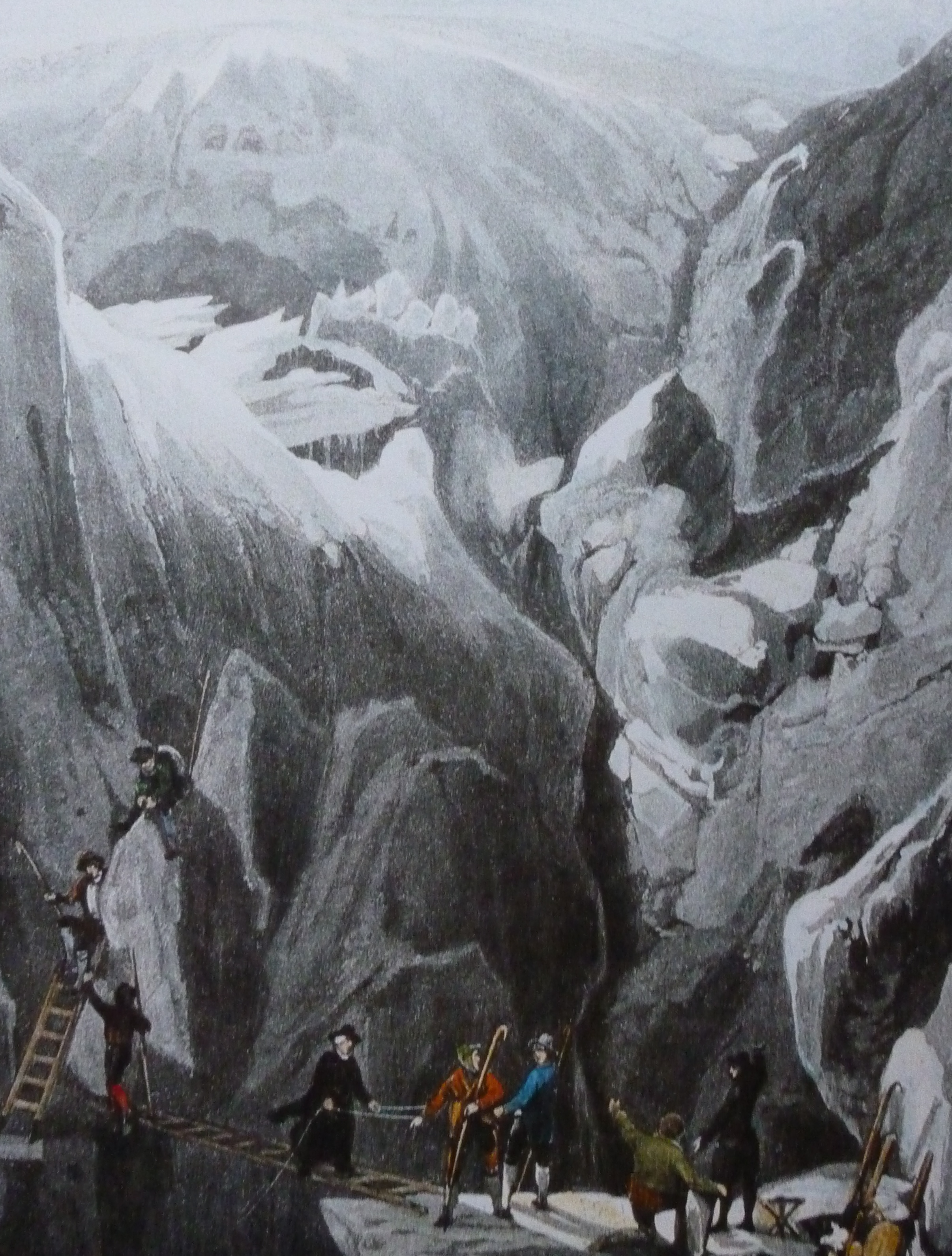

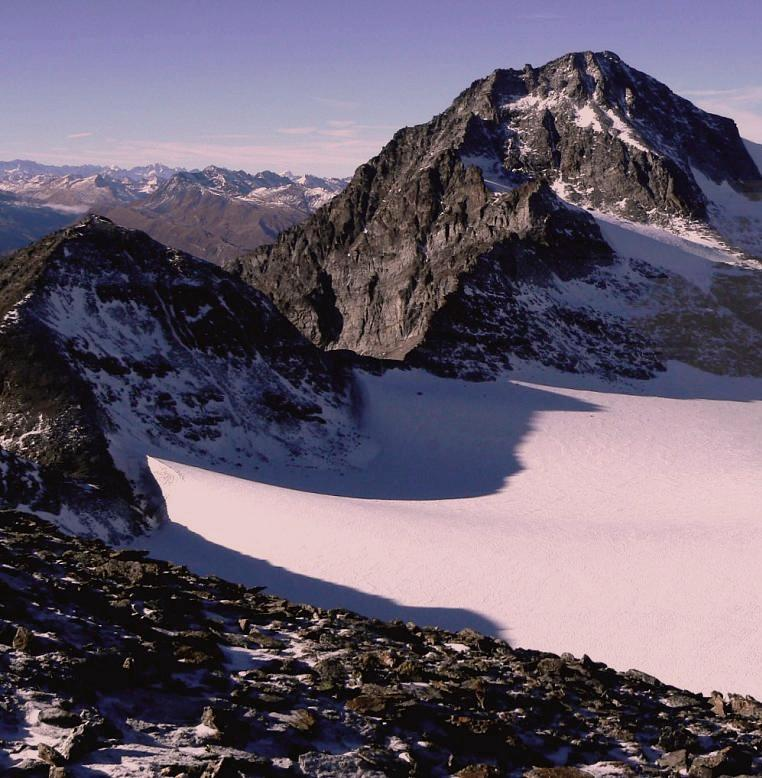

萊茵瓦爾德峰（Rheinwaldhorn），是瑞士的山峰，位於該國南部，由提契諾州負責管轄，屬於勒蓬廷阿爾卑斯山脈的一部分，海拔高度3,402米，人類在1789年首次登頂。